# Église Sainte-Gertrude de Machelen
Pour les articles homonymes, voir Église Sainte-Gertrude.
L'église Sainte-Gertrude (en néerlandais : Sint-Gertrudiskerk) est une église de style gothique et néo-gothique située à Machelen, dans la province du Brabant flamand en Belgique. 
Elle est dédiée à sainte Gertrude de Nivelles.

## Historique
La première mention d'une paroisse à Machelen remonte à une charte de 1224 dans laquelle Henri Ier, duc de Brabant et de Basse-Lotharingie, mentionne une parochia de Machala,.
L'église qui précéda l'édifice actuel était une église romane à nef unique, avec un chevet plat et une tour occidentale. Cette église fut détruite par un incendie vers 1488-1490, sauf la tour romane qui a subsisté jusqu'en 1899.
L'église actuelle résulte de trois phases de construction, :
- 1500-1550 : construction du chœur et du transept, en style gothique, après l'incendie de 1488-1490 ; ces travaux sont arrêtés par manque de moyens financiers ;
- 1592-1605 : importantes réparations après les lourdes destructions provoquées en 1584-1592 par les troubles religieux (révolte des Gueux et guerre de Quatre-Vingts Ans) ;
- 1899-1901 : destruction de l'ancienne tour romane et construction de la nef et de la tour actuelles en style néo-gothique par l'architecte bruxellois Charles De Maeght.

L'église agrandie est consacrée le 29 juillet 1901 par le cardinal Goossens,.
L'église est classée comme monument historique depuis le 19 avril 1937 et figure à l'Inventaire du patrimoine immobilier de la Région flamande sous la référence 77621.
Elle a fait l'objet d'une restauration en 2000-2007.

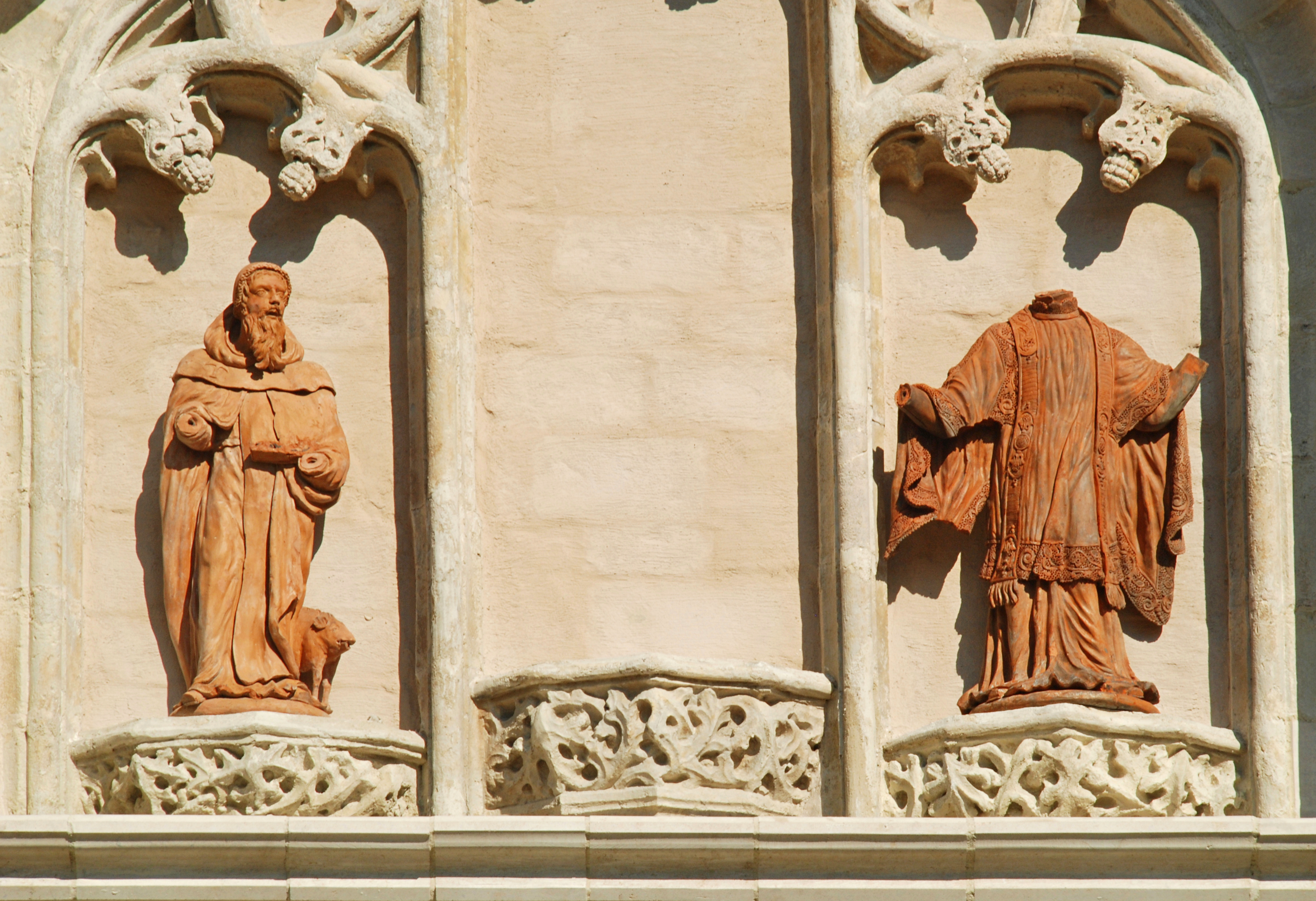
Terre-cuite du XVIIIe siècle représentant saint Antoine et saint Laurent.

## Architecture

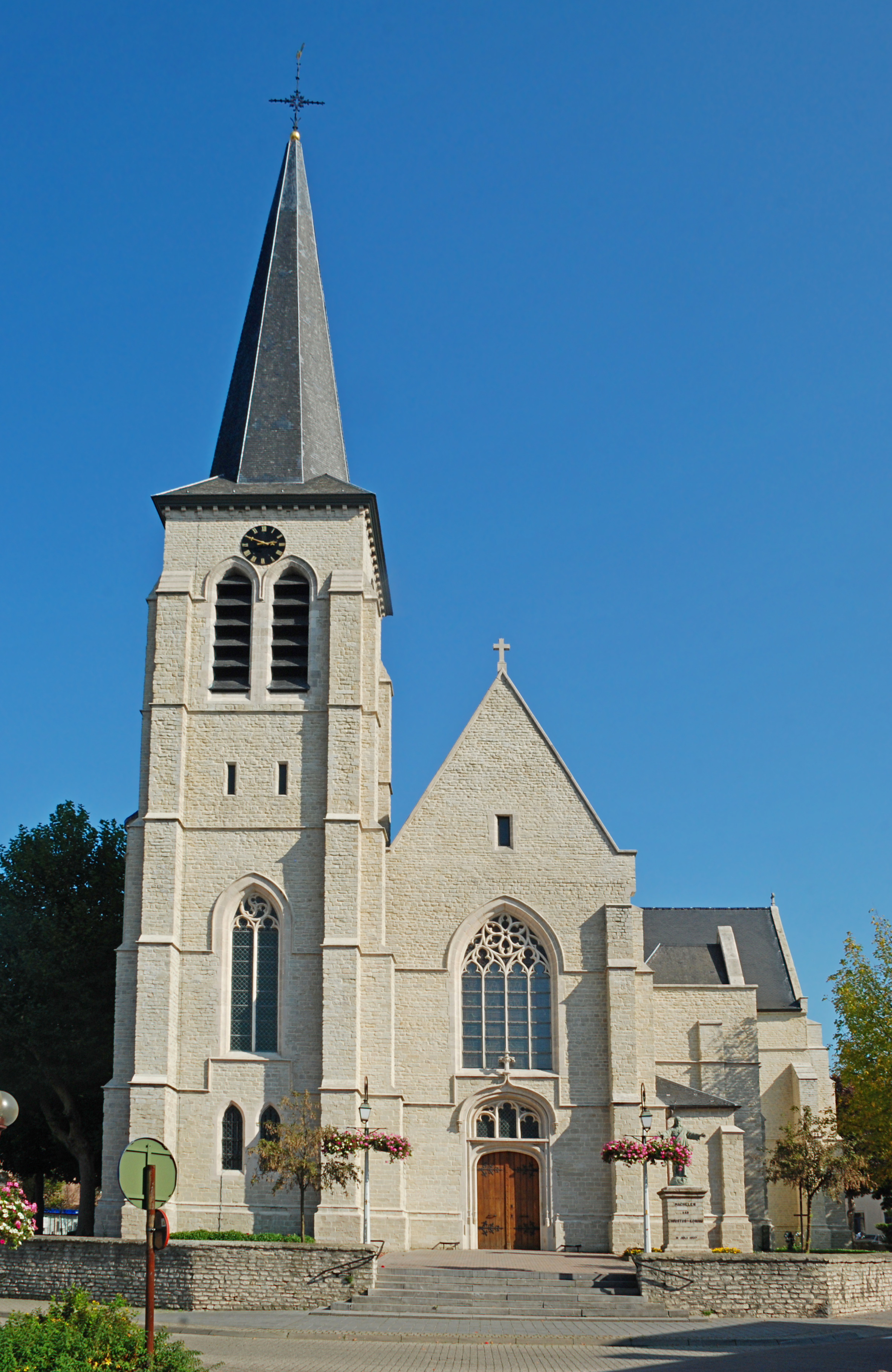
La façade occidentale.
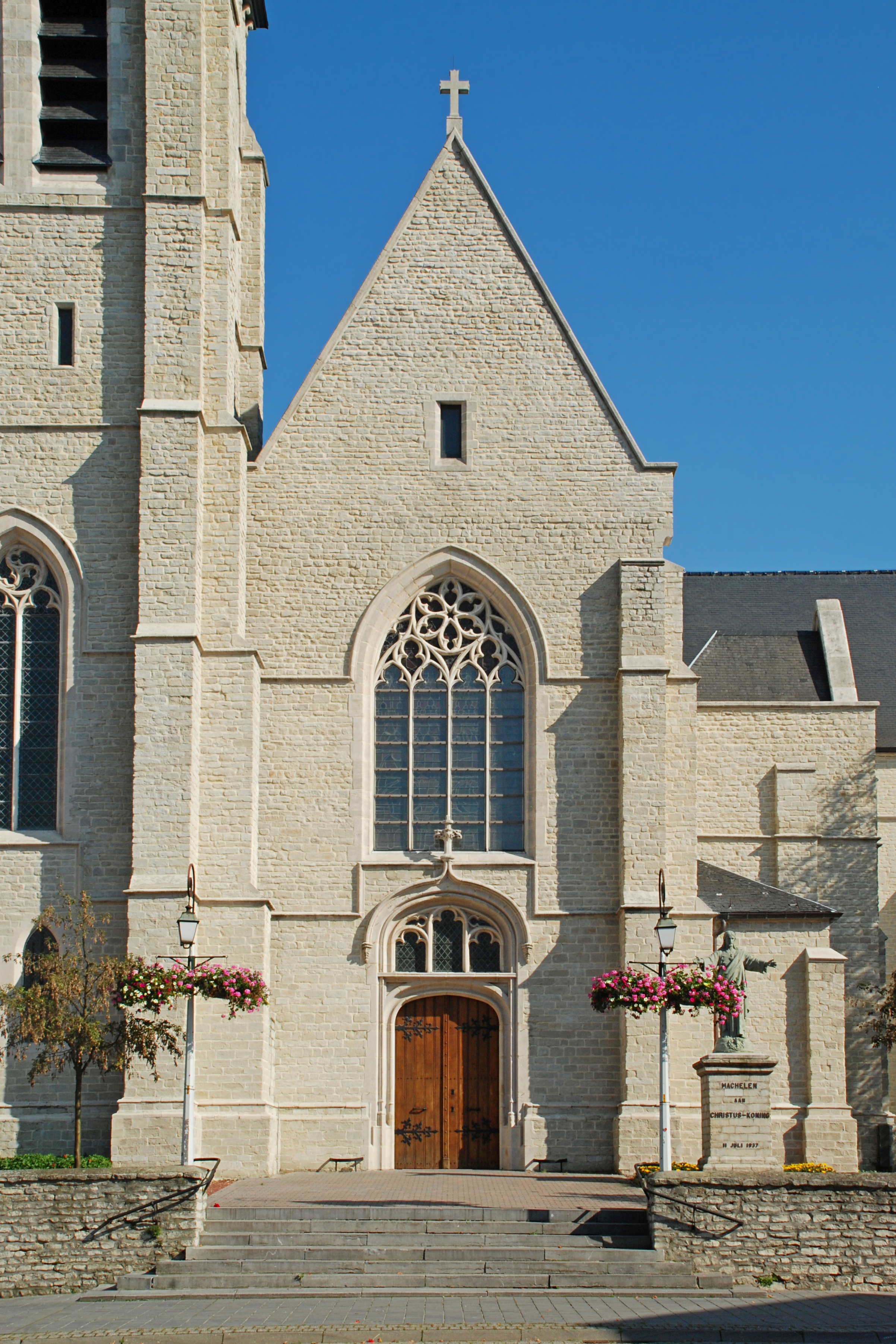
Détail de la façade occidentale.
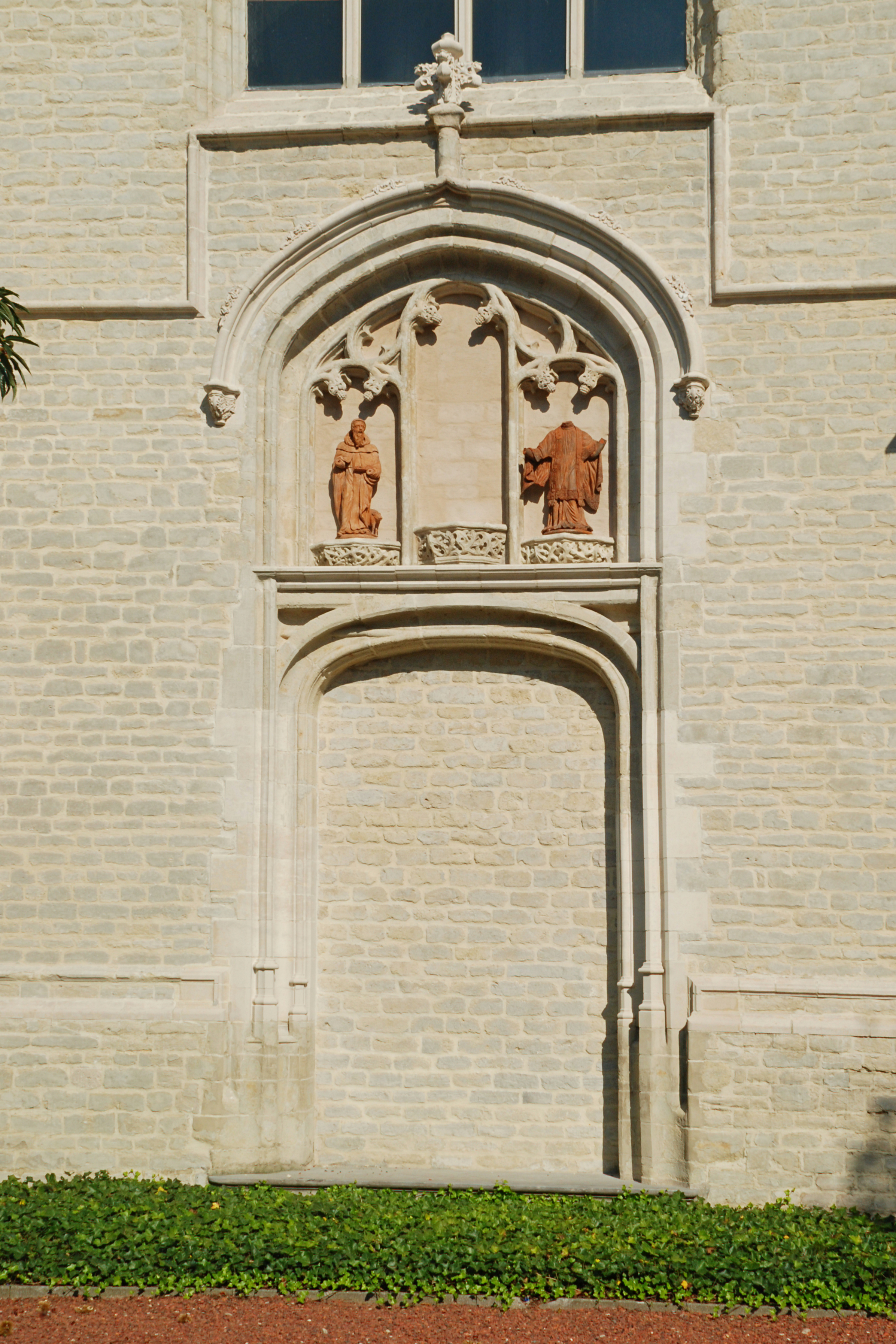
Portail sud.
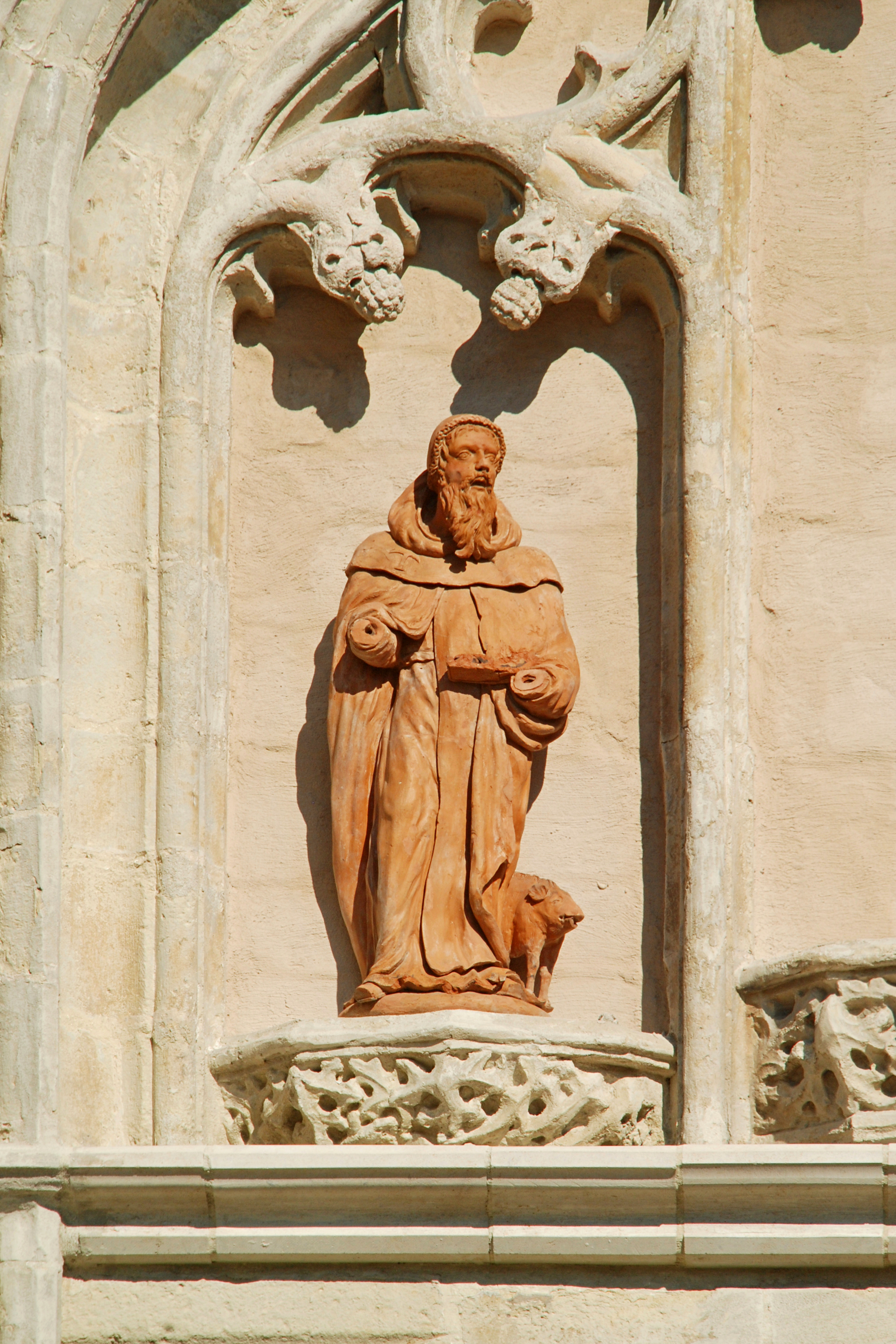
Terre-cuite du XVIIIe siècle.

## Décoration
Le tableau Sainte Gertrude sur son lit de mort au-dessus de l'autel latéral de droite est attribué à Jan Cossiers, peintre flamand de l'époque baroque qui collabora avec Pierre Paul Rubens.